# Эугейн ап Бели
Эугейн ап Бели (валл. Owen ab Bili; 612—645) — король Альт Клуита (640—645).

## Биография
Эугейн — сын Бели Альт Клуитского.
В 642 году произошла битва бриттов и скоттов при Страткарроне, во время которой Эугейн убил короля Дал Риады Домналла Веснушчатого.
Эугейн ап Бели умер в 645 году и королём Альт Клуита стал его брат Гурет.